# Rudnik pri Radomljah
Rudnik pri Radomljah je naselje v Občini Kamnik, severno od Radomelj. V kraju je spomenik žrtvam, ki so jih Nemci januarja 1945 zajeli in postrelili.

## Zgodovina
V starih listinah se kraj prvič omenja leta 1359, ko je Ivan Kamniški prodal Celjskim grofom poleg druge posesti tudi tri kmetije v Rudniku.